# Leopoldsorden (Belgien)
Leopoldsorden (franska: Ordre de Léopold, nederländska: Leopoldsorde, tyska: Leopoldsorden), är en belgisk orden instiftad den 11 juli 1832 av kung Leopold I i fem grader. Det är Belgiens förnämsta orden och består av en militär, en maritim och en civil indelning. Den maritima indelningen tilldelas endast till personal ur handelsflottan och den militären indelningen till militär personal. Leopoldsorden utdelas genom ett kungligt dekret.
Ordenstecknet består av ett vitemaljerat kors, vars armar är förenade genom en lager- och eklövskrans och som i en svartemaljerad, rödkantad mittsköld visar på åtsidan kung Leopolds monogram, på frånsidan ett lejon och devisen L’union fait la force ("Enighet ger styrka"). Det bärs i ett ponsorött, vattrat band.
Orden består av fem grader:
- storkors
- storofficerare
- kommendör
- officerare
- riddare